# جوسيب سيمونيتش
جوسيب «جوي» سيمونتيش (بالإنجليزية: Josip Šimunić)‏، من مواليد 18 فبراير 1978 في كانبيرا في أستراليا، لاعب كرة قدم كرواتي.
بدأ مسيرته الكروية مع نادي ميلبورن نايتس الأسترالي في عام 1995، ولعب معهم حتى عام 1997، وشارك معهم في 30 مباراة وسجل ثلاثة أهداف، وفي عام 1997 انتقل إلى نادي هامبورغ الألماني، ولعب معهم حتى عام 2000، وشارك معهم في 8 مباريات، ومنذ عام 2000 وهو يلعب مع نادي هيرتا برلين الألماني.
بدأ مسيرته الكروية مع منتخب كرواتيا لكرة القدم في عام 2001.

## روابط خارجية
- جوسيب سيمونيتش على موقع الاتحاد الدولي (مؤرشف)  (الإنجليزية)
- جوسيب سيمونيتش على موقع الاتحاد الأوربي (الإنجليزية)
- جوسيب سيمونيتش على موقع اتحاد كرواتيا (الكرواتية)
- جوسيب سيمونيتش على موقع قاعدة بيانات كرة القدم.إي يو (الإنجليزية)
- جوسيب سيمونيتش على موقع بيانات كرة القدم. دي إي (الألمانية)
- جوسيب سيمونيتش على موقع ناشيونال فوتبول تيمز (الإنجليزية)
- جوسيب سيمونيتش على موقع Soccerbase.com (لاعب) (الإنجليزية)
- جوسيب سيمونيتش على موقع Soccerway.com (الإنجليزية)
- جوسيب سيمونيتش على موقع عالم كرة القدم.نت (الإنجليزية)
- جوسيب سيمونيتش على موقع AS.com (الإسبانية)